# Łutynówo
Łutynowo [pronunciación en polaco: /wutɨˈnɔvɔ/] ( en alemán: Lautens) es un pueblo ubicado en el distrito administrativo de Gmina Olsztynek, dentro del condado de Olsztyn, Voivodato de Varmia y Masuria, en el norte de Polonia. Se encuentra a unos 5 kilómetros al sureste de Olsztynek y a 26 kilómetros al sur de la capital regional Olsztyn.
El pueblo tiene una población de 280 habitantes.